# Hiroki Shimowada
Hiroki Shimowada (下和田 裕貴, Shimowada Hiroki, 8 de Abril de 1976 -) é um seiyū, nascido em Mie. Ele é conhecido dublando Toboe, em Wolf's Rain. E, também, pela voz japonesa de Odd Della Robbia, na versão do país, chamada Code Lyoko e pela voz de Kohori Kazuki, de Lovely Complex.